# Sutton Maddock
Sutton Maddock est une paroisse civile et un village du Shropshire, en Angleterre.